# Википедија на шпанском језику
Википедија на шпанском језику (шп. Wikipedia en español) је издање Википедије на шпанском језику, слободне енциклопедије, која данас има 2.036.648чланака и заузима на листи Википедија 6. место.
Створена је у мају 2001. године. 8. маја 2006. досегла је праг од 100.000 чланака. Тренутно је девета Википедија по броју чланака, престигавши Википедију на шведском језику у априлу 2007. Дуго времена је била осма Википедија, све док википедија на португалском језику у мају 2005. године и италијанска википедија у априлу 2005. Дана 1. септембра 2007. имала је више од 270.000 чланака.
У фебруару 2002. многи од корисника, незадовољни (касније одбаченим) предлогом да се Википедија финансира кроз огласе, су створили форк верзију звану Enciclopedia Libre. Од тада је било мало активности на шпанској википедији све док није уведен софтвер Phase III, касније назван MediaWiki. Тада је поново нарастао број корисника. Оба пројекта постоје, али је шпанска википедија.
Википедија на шпанском језику данас има други највећи број регистрованих корисника (иза Википедије на енглеском језику).